# بحران (فیلم ۱۹۱۳)
«بحران» (انگلیسی: The Crisis) یک فیلم صامت استرالیایی است که در سال ۱۹۱۳ منتشر شد. از بازیگران آن می‌توان به روی ردگریو اشاره کرد.